# Língua huaorani
O Waorani (ou Huaorani) é uma língua isolada do Equador.